# Такахасі Такео
Такахасі Такео (яп. 高橋 武夫, нар. 31 травня 1947, Токіо —) — японський футболіст, що грав на позиції нападника.

## Клубна кар'єра
Грав за команду Фурукава Електрік, Toshiba.

## Виступи за збірну
Дебютував 1966 року в офіційних матчах у складі національної збірної Японії. У формі головної команди країни зіграв 14 матчів.

## Статистика
Статистика виступів у національній збірній.
| Збірна Японії | Збірна Японії | Збірна Японії |
| Роки          | Ігри          | голи          |
| ------------- | ------------- | ------------- |
| 1966          | 2             | 1             |
| 1967          | 1             | 0             |
| 1968          | 2             | 0             |
| 1969          | 1             | 0             |
| 1970          | 8             | 3             |
| Усього        | 14            | 4             |

## Титули і досягнення
- Бронзовий призер Азійських ігор: 1966